# Айзенерц
Айзенерц (нім. Eisenerz, дослівно: Залізна руда) — місто, приблизно за 25 км на північний захід від столиці округу Леобен в Австрії, в федеральній землі Штирія. Населення становить 3501 осіб (на 1 січня 2023 року). Місто з площею 124,52 км².
Попередня назва громади була Іннерберг (дослівно: Внутрішня гора)..

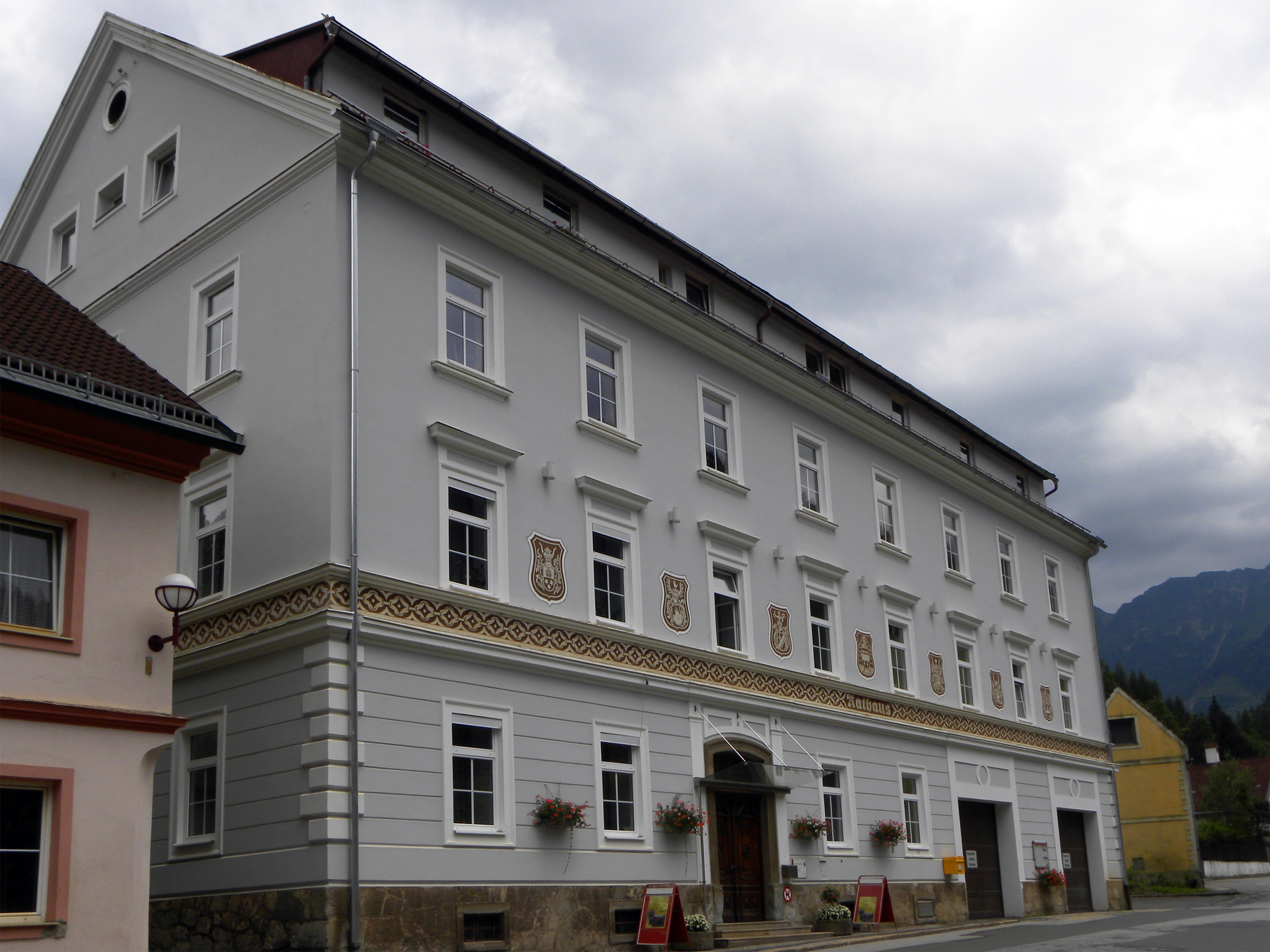
Ратуша. 2012

## Географія
Айзенерц лежить на річці Ерцбах посеред високих скель Айзенерських Альп на південному заході та Гохшваба на північному сході. Чотири скельні утворення Айзенерцер Райхенштайн, Вільдфельд, Кайзершильд і Пфаффенштайн домінують у міському пейзажі. Є також червонуваті сходи гори Ерцберг, яка є найбільшим відкритим родовищем залізної руди в Центральній Європі.
На півночі муніципалітету лежить озеро Леопольдштайн.

## Структура громади

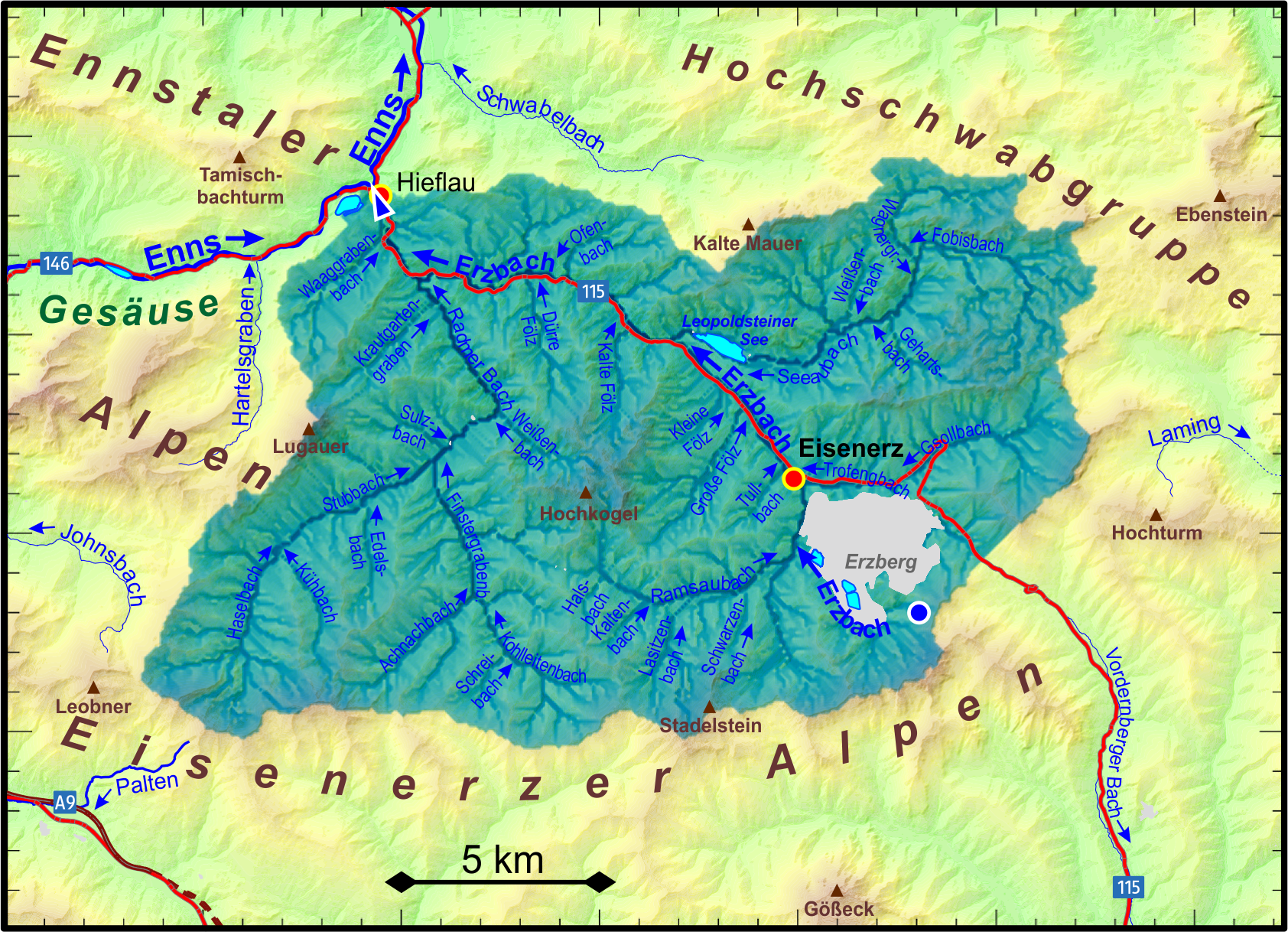
Водозбірний басейн Ерцбаха

Муніципалітет Айзенерц складається з чотирьох кадастрових муніципалітетів (з площами: станом на 31 грудня 2020 року [1]):
1. Залізна руда (154,18 га)
2. Крумпенталь (3547,96 га)
3. Мюніхталь (5645,71 га)
4. Трофенг (3121,04 га)

Єдиним містом є місто Айзенерц. Райони: Крумпенталь, Мюніхталь і Трофенг. Айзенерц також поділяється на численні райони, найважливіші з яких: Блумау, Галляйтен, Гейєрегг, Гросфельц, Гсолль, Мюнцбоден, Пайглер, Проссен, Шлінгервег, Зео та Зеєштрассе.

## Сусідні громади
Дві із семи сусідніх громад знаходяться в окрузі Ліцен (ЛІ), одна в окрузі Брук-Мюрццушлаг (БМ).

## Відомі люди
- Райнгольд Бахлер (нар. 1944) — колишній австрійський стрибун з трампліна, срібний призер зимових Олімпійських ігор 1968 року.
- Андреас Шранц (нар. 1979) — австрійський колишній футбольний воротар, який зіграв 298 ігор і 6 за Австрію
- Даніела Ірашко-Штольц (нар. 1983) — колишня австрійська стрибунка з трампліна та футболістка, срібна призерка зимових Олімпійських ігор 2014 року.
- Лукас Клапфер (нар. 1985) — австрійський лижник-двоєборець, бронзовий призер зимових Олімпійських ігор 2014 та 2018 років.